# Енциклопедія шахових дебютів
Енциклопе́дія ша́хових дебю́тів (англ. Encyclopedia of Chess Openings, ECO) — міжнародна система для систематизації шахових дебютів.
Систему розробив 1966 року югославський журнал «Šahovski informator».
Дебюти поділяються на п'ять груп: «A, B, C, D, E». Кожна група, у свою чергу, поділяється на сто підгруп, з індексами від 00 до 99.

## Класифікація
| Група | Варіанти                                                                                                |
| ----- | --- |
| A     | - 1.без 1.d4 i 1.e4 - 1.d4 без 1...Kf6 i 1...d5 - 1.d4 Kf6 без 2.c4 - 1.d4 Kf6 2.c4 без 2...e6 i 2...g6 |
| B     | - 1.e4 без 1...c5, 1...e6 i 1...e5 - 1.e4 c5                                                            |
| C     | - 1.e4 e6 - 1.e4 e5                                                                                     |
| D     | - 1.d4 d5 - 1.d4 Kf6 2.c4 g6 з 3...d5                                                                   |
| E     | - 1.d4 Kf6 2.c4 e6 - 1.d4 Kf6 2.c4 g6 без 3...d5                                                        |

## група A
| A00       | Неправильний початок       |
| A01       | Дебют Ларсена              |
| A02 – A03 | Дебют Берда                |
| A04 – A09 | Дебют Реті                 |
| A10 – A39 | Англійський початок        |
| A40 – A50 | рідкісні дебюти після 1.d4 |
| A51 – A52 | Будапештський гамбіт       |
| A53 – A55 | Староіндійський захист     |
| A56       | Захист Беноні              |
| A57 – A59 | Волзький гамбіт            |
| A60 – A79 | Захист Беноні              |
| A80 – A99 | Голландський захист        |

## Група B
| B00       | рідкісні дебюти після 1.e4, наприклад, Кіготь бобра |
| B01       | Скандинавський захист                               |
| B02 – B05 | Захист Алехіна                                      |
| B06       | Захист Робача                                       |
| B07 – B09 | Захист Пірца—Уфімцева                               |
| B10 – B19 | Захист Каро—Канн                                    |
| B20 – B99 | Сицилійський захист                                 |

## Група C
| C00 – C19 | Французький захист                            |
| C20       | рідкісні дебюти після 1.e4 e5                 |
| C21 – C22 | Центральний дебют i Північний гамбіт          |
| C23 – C24 | Дебют слона                                   |
| C25 – C29 | Віденська партія                              |
| C30 – C39 | Королівський гамбіт                           |
| C40       | рідкісні дебюти після 1.e4 e5 2.Кf3           |
| C41       | Захист Філідора                               |
| C42 – C43 | Російська партія                              |
| C44       | рідкісні дебюти після 1.e4 e5 2.Кf3 Кc6       |
| C45       | Шотландська партія                            |
| C46       | Дебют трьох коней                             |
| C47 – C49 | Дебют чотирьох коней                          |
| C50       | рідкісні дебюти після 1.e4 e5 2.Кf3 Кc6 3.Сc4 |
| C51 – C52 | Гамбіт Еванса                                 |
| C53 – C54 | Італійська партія                             |
| C55 – C59 | Захист двох коней                             |
| C60 – C99 | Іспанська партія                              |

## Група D
| D00       | рідкісні дебюти після 1.d4 d5          |
| D01 – D05 | Дебют ферзевих пішаків                 |
| D06       | Ферзевий гамбіт – рідкісні продовження |
| D07       | Захист Чигоріна                        |
| D08 – D09 | Контргамбіт Альбіна                    |
| D10 – D19 | Слов'янський захист                    |
| D20 – D29 | Прийнятий ферзевий гамбіт              |
| D30 – D69 | Відхилений ферзевий гамбіт             |
| D70 – D99 | Захист Ґрюнфельда                      |

## Група E
| E01 – E09 | Каталонський початок   |
| E10       | Гамбіт Блюменфельда    |
| E11       | Захист Боголюбова      |
| E12 – E19 | Новоіндійський захист  |
| E20 – E59 | Захист Німцовича       |
| E60 – E99 | Староіндійський захист |